# Église épiscopalienne Saint-Pierre de Neligh
Pour les articles homonymes, voir Église Saint-Pierre.
L'église épiscopalienne Saint-Pierre de Neligh est un ancien lieu de culte de la petite ville de Neligh, dans l'État américain du Nebraska. Il est achevé en 1887 et inscrit au Registre national des lieux historiques en 1980. Il a été converti en musée.

## Historique
Une congrégation épiscopalienne est créé à Neligh en 1881. Les fidèles achètent une parcelle de terrain à l'angle de Cottonwood Street et Main Street. L'église Saint-Pierre est achevée fin 1887 puis consacrée en mars 1888. Elle occupe aujourd'hui l'angle sud-est de Fifth Street et L Street. Elle est inscrite au Registre national des lieux historiques le 3 décembre 1980.
Aujourd'hui, l'édifice, appelé Pioneer Church, fait partie du complexe du musée du comté d'Antelope (Antelope County Museum).

## Architecture
La conception de cet édifice néo-gothique est inspirée de l'architecture de l'église Saint-Jacques-le-Mineur (en) de Philadelphie, construite en 1846.
Il s'agit d'un bâtiment à un étage en forme de « L » construit par assemblage de pièces en bois. En dessous des fenêtres à arc brisé, le bardage est constitué de planches de bois horizontales assemblées à l'aide de rainures et de languettes. Au-dessus des fenêtres, il est composé de bardeaux en bois assemblés horizontalement.
La nef de l'église s'étend sur 5 travées en longueur et 2 en largeur. Sa partie centrale est bordée à l'est par un chancel à deux travées. Le coin sud-est de l'édifice est occupé par une sacristie dont le toit rejoint celui de la nef et du chancel. Au sud-ouest du bâtiment se trouve un porche d'entrée avec une porte à imposte. Il est jouxté par une cage d'escalier menant au sous-sol creusé dans les années 1940.